# Enema opaco

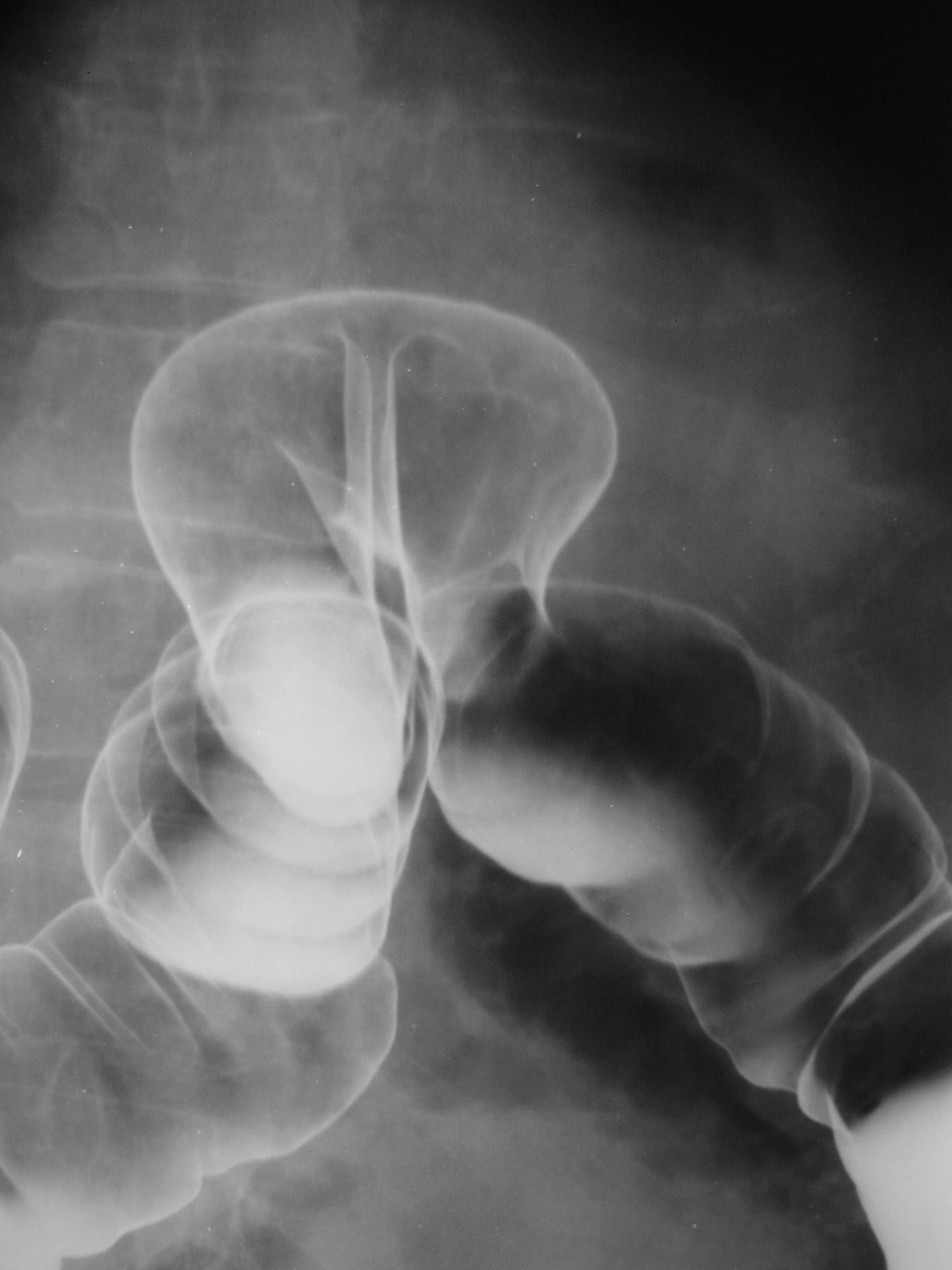
Un enema baritado evidencia claramente una hernia colónica

El enema opaco o radiopaco, también llamado colon por enema,o sencillamente "enepaco" es un método de diagnóstico que permite visualizar el interior de la ampolla rectal, sigma, colon descendente, etc. aproximadamente hasta el ángulo de Treitz mediante un enema de un medio de contraste radiopaco (generalmente sulfato de bario, un compuesto químico metálico de color plateado a blanco). A continuación se realiza una radiografía de la zona, en la que, por estar rellena la luz por el contraste, resalta la estructura de la pared interna o revestimiento mucoso del colon. 

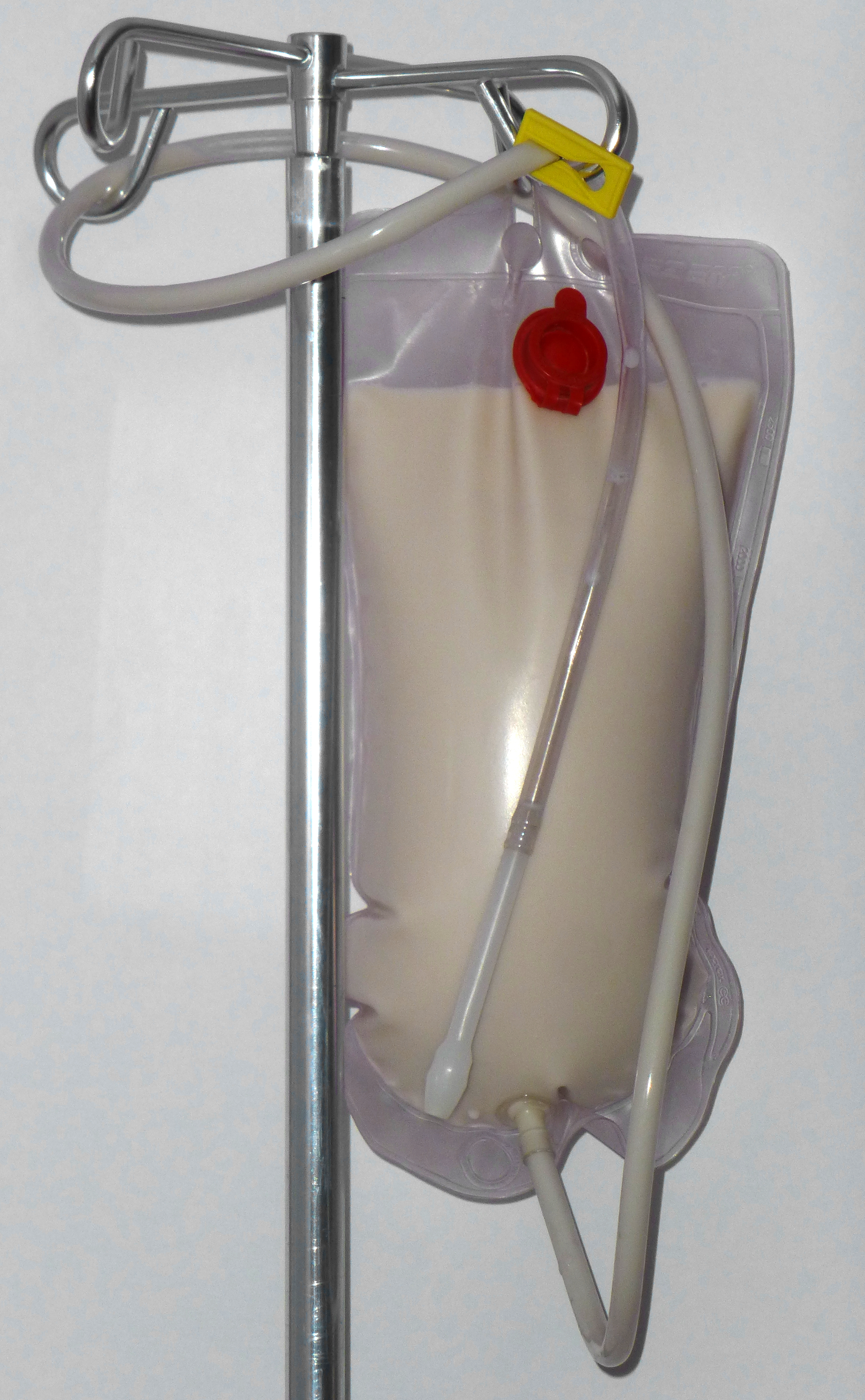
Enema opaco en bolso disponible

Cuando se usa bario como medio de contraste combinando con aire para obtener mejores imágenes, se describe como enema con doble contraste. Durante el estudio, se acuesta al paciente sobre la mesa radiográfica y se le coloca el enema con el líquido de contraste.
Se usa para el diagnóstico de diversas enfermedades como la obstrucción intestinal, las fístulas entero-genitales, alteraciones de la motilidad intestinal, inflamaciones, etc.
- Datos: Q1549149
- Multimedia: Lower gastrointestinal series / Q1549149